# Kiefern-Spei-Täubling

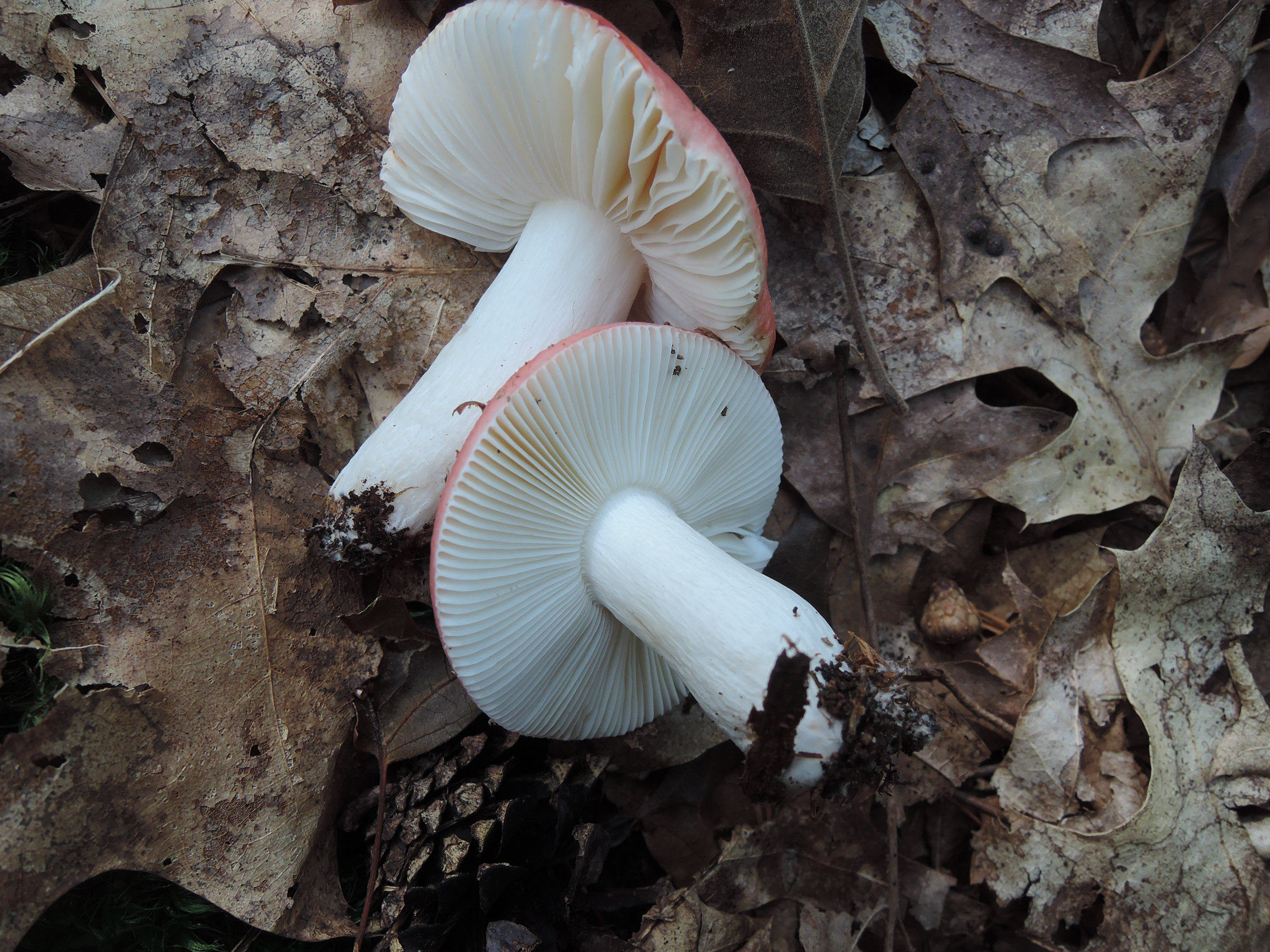
Unterseite des Fruchtkörpers

Der Wald- oder Kiefern-Spei-Täubling  (Russula silvestris, Syn.: Russula emetica f. silvestris) ist ein Pilz aus der Familie der Täublingsverwandten. Es handelt sich um einen ziemlich kleinen, zerbrechlichen, scharfen Täubling, der meist einen kirschrot gefärbten Hut hat und lange Zeit nur als Varietät des sehr ähnlichen Kirschroten-Spei-Täublings galt. Man findet den Pilz meist unter Kiefern auf Sand- oder Silikatböden.

## Merkmale

### Makroskopische Merkmale
Der Kiefern-Spei-Täubling hat einen relativ kleinen, zerbrechlichen Fruchtkörper. Der sehr spröde und brüchige Hut ist etwa 3–6 cm breit. Jung ist sein Hut halbkugelig, später gewölbt bis abgeflacht und im Alter in der Mitte oft etwas niedergedrückt und am Rand wellig verbogen. Die Hüte junger Fruchtkörper sind lebhaft karmin- bis kirschrot, in der Mitte auch orangerot gefärbt, blassen aber schon bald zu rosa Tönen oder fast Weiß aus. Die jung und/oder bei Feuchtigkeit schmierig glänzende Huthaut ist bis zu 2/3 oder sogar fast ganz abziehbar. Abgetrocknet ist sie eher matt. Das Fleisch unter der Haut ist weiß. Der Hutrand ist bei reifen Fruchtkörpern auf etwa 1/3 der Radiuslänge gerieft bis leicht gefurcht.
Die im Alter recht entfernt stehenden Lamellen sind kaum gegabelt, sehr bauchig und am Stiel gerundet oder schmal angewachsen. Sie sind weiß und haben einen schwach bläulich grünen Reflex. Auch das Sporenpulver ist rein weiß (Ia nach Romagnesi).
Der weiße Stiel ist 3–5 (–7) cm lang und 0,5–1,3 cm breit. Er ist leicht zusammendrückbar und sehr zerbrechlich. Zur Basis hin kann sich der Stiel im Alter ockerlich bis gelblich verfärben. Die Stielrinde ist fein längsaderig.
Das brüchige, weiße Fleisch hat einen schwachen, aber typischen Geruch nach Kokosnuss. Es schmeckt sehr scharf, aber oft erst nach einigen Sekunden. Mit Eisensulfat verfärbt sich das Fleisch schwach rosa, mit Guajak reagiert es schwach und verfärbt sich dabei blass graugrün und mit einer  10%igen Formalinlösung färbt sich sowohl die Stielrinde als auch das Fleisch rosa.

### Mikroskopische Merkmale
Die rundlichen bis breitelliptischen Sporen sind 7–9,7 µm lang und 6,5–8,2 µm breit und tragen entfernt stehende, kräftige, meist über 1 µm hohe Dornen, die größtenteils fein netzig, aber stellenweise nur undeutlich miteinander verbunden sind. Die keuligen bis bauchigen Basidien sind 30–50 µm lang und 10–12 µm breit und haben je 4 Sterigmen. Die Cheilozystiden sind 35–60 µm lang und 6–9 µm breit. Sie sind spindelförmig und an der Spitze teilweise appendikuliert, das heißt mit einem kleinen Anhängsel versehen. Die Pleurozystiden sind 58–110 lang und 10–12 µm breit, keulig oder abgerundet und an der Spitze meist appendikuliert oder kopfig oder zugespitzt. Alle Zystiden sind zahlreich und lassen sich mit Sulfovanillin anfärben.
Die schmalen Hyphenzellenenden sind 1,5–3 µm breit, einfach septiert, selten verzweigt und oft an der Spitze verschmälert und manchmal wellig gewunden. Die Hyphenwände sind gelatinisiert, dazwischen liegen die 6–10 µm breiten und mehrheitlich keuligen Pileozystiden, die sich ebenfalls mit Sulfovanillin oder Sulfobenzaldehyd anfärben. Sie sind meist ein- bis vierfach septiert. Die äußeren Zelle sind oft kürzer. In der Huthaut kommen Vakuolenpigmente, aber keine Membranpigmente vor.

## Artabgrenzung
Der Kiefern-Spei-Täubling steht zwischen dem Kirschroten Spei-Täubling und dem Buchen-Spei-Täubling. Vom Kirschroten Spei-Täubling unterscheidet er sich vor allem durch die kleineren Fruchtkörper, die stärker entfernt stehenden, schwach bläulich grünen Lamellen und den häufig rosa ausbleichenden Hut.
Vom Buchen-Spei-Täubling unterscheidet er sich normalerweise schon durch den Standort. Wenn er aber einmal in einem Mischwald mit eingestreuten Rotbuchen und Kiefern vorkommt, sind beide Täublinge makroskopisch nur schwer zu unterscheiden. Der Buchen-Spei-Täubling besitzt festeres Fleisch, hat eine dunkel blaugrüne Guajak-Reaktion und eine nur bis zur Hälfte abziehbare Huthaut. Außerdem fehlt bei ihm der grüne Reflex in den Lamellen, dafür hat sein Fleisch einen typischen Honiggeruch. Mikroskopisch unterscheiden sich die beiden Arten dadurch, dass der Kiefern-Spei-Täubling die deutlich größeren Sporen mit höherem Ornament besitzt.

## Ökologie
Der Kiefern-Spei-Täubling ist wie alle Täublinge ein Mykorrhizapilz, der bevorzugt mit Kiefern und Fichten eine symbiontische Partnerschaft eingeht. Eine engere oder ausschließliche Bindung an Nadelbäume scheint aber nicht zu bestehen.
Man könnte den Täubling auch den „Sandboden-Spei-Täubling“ nennen. Er ist der typische Speitäubling des norddeutschen Tieflandes. Er kommt meist in lichten Fichten-Tannen- und Fichten-Birken-Eichen-Mischwäldern sowie in Kiefern- und Fichtenforsten vor.
Er bevorzugt trockene bis nur mäßig frische, gut durchlüftete, saure, an rohhumus- oder moderhumusreiche Sand- oder Silikatböden, die nicht selten von einer dicken Nadelstreuschicht bedeckt sind. Häufig findet man den Pilz zwischen Gemeinem Weißmoos (Leucobryum glaucum) oder Frauenhaar-Moos-Postern (Polytrichum sp.). Die Fruchtkörper erscheinen zwischen Juni und Oktober.

## Verbreitung

Europäische Länder mit Fundnachweisen des Kiefern-Spei-Täublings.
Legende:
Länder mit Fundmeldungen
Länder ohne Nachweise
keine Daten
außereuropäische Länder

Die Verbreitung des Täublings ist unsicher, da er oft nicht vom Kirschroten-Spei-Täubling unterschieden wird. Er scheint aber wohl in ganz Europa verbreitet zu sein, wenn er auch in weiten Gebieten sehr selten sein dürfte. Aus Polen gibt es keine gesicherten Nachweise, obwohl der Kiefern-Spei-Täubling in Ostdeutschland nicht selten ist. Wahrscheinlich wird er hier nicht von Russula emetica unterschieden. Seit 2009 gibt es mehrere Nachweise als Russula aff. silvestris. Da der Speitäubling vorwiegend auf Sandböden vorkommt, dürfte er im Norddeutschen Tiefland häufiger sein als im südlichen Deutschland. In der Schweiz ist der Täubling verbreitet, aber nicht häufig.

## Systematik

### Infragenerische Systematik
Der Kiefern-Spei-Täubling wird in die Untersektion Emeticinae  (Syn.: Russula subsect. Russula) gestellt, einer Untersektion der Sektion Russula. Die Untersektion enthält kleinere bis mittelgroße, zerbrechliche Arten mit roten oder rosa Hüten und weißem Sporenpulver. Die Täublinge schmecken sehr scharf und haben einen angenehmen, meist fruchtigen Geruch.

## Bedeutung
Wie alle Täublinge aus der Untersektion Emetica ist auch der Kiefern-Spei-Täubling leicht giftig.